# Пайвио, Аллан
Аллан Паивио (англ. Allan Urho Paivio; 29 марта 1925, Тандер-Бей, Онтарио, Канада — 19 июня 2016) — канадский психолог, известный своими работами в области психологии памяти. Был профессором психологии в Университете Западного Онтарио. В 1959 году получил докторскую степень в Университете Макгилла, преподавал в Университете Западного Онтарио с 1963 года до своей отставки..
Опубликовал около 200 статей и глав в книгах, а также 5 монографий.

## Теория двойного кодирования
Предполагается, что обработка визуальной и вербальной информации требует наличие разных систем. Эти системы создают самостоятельные репрезентации (вербальные и визуальные коды). Визуальный код обеспечивает решение задач одномоментного пространственного плана. Вербальный код обеспечивает решение задач абстрактной символики, разворачивающихся во времени.
Каждая подсистема организована иерархически, и включает в себя 4 уровня: первоначальной сенсорной обработки; контакта информации с системой долговременной памяти; ассоциативный уровень, активирующий похожие следы памяти; референционный уровень, предполагающий взаимодействие вербальной и визуальной систем, выражающееся в «референции».
В части поддержки своей теории Паивио ссылается на различные данные о дифференциации вербальных и невербальных (в том числе визуальных) процессов: психометрических шкал интеллекта, функциональной асимметрии полушарий головного мозга, данным картирования головного мозга.
Эмпирически Паивио показал (Величковский, 2006), что однонаправленность действия визуального (просмотр) и вербального (закадровый комментарий) кодов могут увеличивать правильность воспроизведения выученного материала.